# 1992 PY2
1992 PY2 är en asteroid i huvudbältet som upptäcktes den 6 augusti 1992 av den amerikanske astronomen Henry E. Holt vid Palomarobservatoriet.
Den tillhör asteroidgruppen Maria.